# ジャン・裕一
ジャン・裕一（ジャン・ゆういち、1970年〈昭和45年〉7月8日 - ）は、岐阜県高山市出身の日本の俳優。蟹座。身長173cm。

## 来歴・人物
- 岐阜県高山市出身
- 岐阜県立吉城高等学校卒業
- 趣味 : 海釣り、ドライブ、旅行、スキー、スノーボード、水泳
- 特技 : 乗馬、居合術（八段）、殺陣、剣道、日本舞踊、ボクシング、クラシックバレエ、バーテンダー
- 資格：日本地ビール協会認定 ビアテイスター・ジャッジクラス、伝統食研究会認定 伝承ビワ療法士、大日本兵法 新心流居合術 範士八段

1970年、岐阜県高山市清見町に生まれる。
高校卒業後、大阪にある全国酒有連大学にて酒類に関する基礎知識を学ぶ。
1993年に帰郷し、実家の中田酒店で働く。ビールのソムリエと呼ばれる社団法人日本地ビール協会認定ビアテイスター・ジャッジクラスの試験に合格。ビアテイスターとしてマップルマガジン飛騨高山版に2ページに渡り特集が組まれる。
1998年、劇団無尽舎入団。
2007年、当時所属していた高山青年会議所にて、創作演劇『明日への扉』を会議所メンバーと企画。児童、生徒ら50名を超える出演者を募り、2012年までに3期に渡り開催。1期1回限りの公演で来場者は毎回1000人に及ぶ。
2011年、演劇プロデュースユニットの劇団太陽を旗揚げ。
2014年、韓国済州島でのJEJU平和祭にて、一人芝居 『朝鮮通信使 李藝（リゲイ）』が招待を受ける。
2018年、李藝の故郷、韓国蔚山（ウルサン）での、創作ミュージカル『李藝―その不滅の道』に特別出演。同年、飛騨の百姓一揆を演劇にした『二人芝居 ふぁいと！～大原騒動～』を製作。タウン誌の『月刊さるぼぼ』で巻頭特集が組まれ、ケーブルテレビのHitnetTV!では1日2回（3時間）の放送が15日間に渡り行われる。

## 出演

### 映画
- 郡上一揆 監督 神山征二郎（2000年） - 善左衛門の息子 役
- 空を飛んだオッチ 監督 澤村正喜（2004年）[3] - 男の先生 役
- やさしいきず 監督 吉木敏博（2007年） - 浅岡 役
- 子猫の涙 監督 森岡利行（2008年） - バロン熊沢のセコンド 役
- ティファニーに朝食を 監督 吉木敏博（2009年） - サツキの父 役
- 雷桜 監督 廣木隆一（2010年）[4] - 松山四郎 役
- 冬の真桑瓜 監督 森下鳰子（2012年）[5] - スズキの父 役
- 彩火-はなび- 監督 市川徹（2014年）[6] - 富山県知事 前田利文 役
- きみとみる風景 監督 今西祐子（2015年）[7][8] - 重太 役
- 獅子舞ボーイズ 監督 市川徹（2015年）[9] - 伝説の天狗舞 中山龍太郎 役
- ポプラの秋 監督 大森研一（2015年）[10] - 青年団長 役
- 父の日 監督 小平哲兵（2015年）[11] - 父 役
- 信長協奏曲 監督 松山博昭（2016年） - 明智家家臣 役
- 俳優・亀岡拓次 監督 横浜聡子（2016年） - 陽光座 演出家 役
- Jumbulingam 3D（英語版） (インド映画) 監督 Hareesh Narayan・Hari Shankar Krishnan（2016年）[12] - Sadhana's Husband 役
- シン・ゴジラ[13] 監督 庵野秀明・樋口真嗣（2016年） - 農林水産大臣代理（副大臣） 森田健児 役
- 秘密 -THE TOP SECRET- 監督 大友啓史（2016年）[14] - 管理官 役
- ハイヒール革命! 監督 古波津陽（2016年）[15][16] - 権田武史 役
- 変わるアナタに変わらずに 監督 小平哲兵（2016年）[17] - 勝正 役
- 冬の糸 監督 外山文治（2017年）[18] - 昭三 役
- 帝一の國 監督 永井聡（2017年） - 官房副長官 役
- 関ヶ原 監督 原田眞人（2017年） - 石田軍 役
- わさび 監督 外山文治（2017年）[19] - 小原健彦 役
- 亜人 監督 本広克行（2017年） - 研究員 役
- ふたりのり 監督 羽石龍平（2017年）[20] - 大森 役
- マンハント 監督 ジョン・ウー（2018年） - Aether（エーテル）基金 代表 役
- 検察側の罪人  監督 原田眞人（2018年） - 検事 役
- トンカカトン 監督 小平哲兵（2020年）[21] - 竹中進仁 役
- 初めての女 監督 小平哲兵（2020年）[22] - 瀧井新三郎 役
- アンダードッグ(2020年の映画) 後編 監督 武正晴（2020年）
- ポルノグラファー ～プレイバック～ 監督 三木康一郎監督（2021年）
- 西成ゴローの四億円 監督 上西雄大監督（2021年）
- プリテンダーズ 監督 熊坂出（2021年）
- 似ている 監督 木村輝一郎（2021年）
- ヘルドッグス 監督 原田眞人（2022年）
- 英雄 監督 ユン・ジェギュン（2022年）
- ある男 監督 石川慶監督（2022年）
- 在りのままで進め 監督 松本動（2023年）
- 雑魚どもよ、大志を抱け！ 監督 足立紳（2023年）
- 初めての女 監督 小平哲兵（2024年） - 瀧井新三郎 役[23]
- 兎姉妹 監督 遠藤大介（2024年） - 岡本隆 役[24]

### テレビドラマ
- 外科医 鳩村周五郎 闇のカルテ（2006年、フジテレビ）
- ジロチョー 清水の次郎長維新伝 演出 グ・スーヨン（2010年、テレビ東京）
- 東京リトル・ラブ 演出 松山博昭（2010年、フジテレビ）[25]
- 心ゆさぶれ！先輩ROCK YOU 土に魅せられた左官再出発の物語（2010年、日本テレビ ）
- さくら心中 演出 星田良子[26]（2011年、東海テレビ・共同テレビ）
- 壇蜜が誘う金沢泉鏡花の世界 演出 野沢淳一（2015年、石川テレビ）
- エイジハラスメント 演出 田村直己、小松隆志、藤田明二（2015年、テレビ朝日）[27]
- 痛快TV スカッとジャパン (2015年、フジテレビ)[28]
- 無痛診える眼 第7話 演出 佐藤祐市（2015年、フジテレビ）[29]
- 山本周五郎人情時代劇 第8話「あだこ」 演出 森岡利行（2016年、BSジャパン）
- ワカコ酒 Season2 演出 湯浅弘章[30]（2016年、BSジャパン）
- 世界の文学がわかる！あらすじ名作劇場 近松門左衛門「曾根崎心中」 演出 森田俊介（2016年、BS朝日）
- 中居正広の終活って何なの!?〜僕はこうして死にたい〜 「漁師の父が残した命のノート」(2016年、フジテレビ)
- 特命係長只野仁AbemaTVオリジナル（2017年、 AbemaTV ）
- アイドル×戦士 ミラクルちゅーんず! 監督 横井健司[31]（2017年、テレビ東京 ）
- 弱虫ペダルSeason2 演出 棚澤孝義（2017年、BSスカパー！）
- NHKスペシャル 未解決事件 赤報隊事件 演出 谷川功（2018年、 NHK総合)[32]
- 隣の家族は青く見える 演出 品田俊介 (2018年、フジテレビ)[33]
- パンドラⅣ AI戦争 監督 村上正典（2018年、 WOWOW）
- ハル~総合商社の女~ 演出 土方政人、都築淳一 (2019年、テレビ東京)[34]
- 絶対零度 演出 木村真人 (2020年、フジテレビ)[35]
- 不協和音 炎の刑事 VS 氷の検事 演出 大谷健太郎 (2020年、テレビ朝日)[36]
- イチケイのカラス 第8話 演出 森脇智延（2021年、フジテレビ）
- 江戸モアゼル 第7話 演出 菊川誠（2021年、読売テレビ）
- 女子グルメバーガー部2021夏SP 演出 本田隆一（2021年、テレビ東京） - BOSSA BURGER オーナー 役
- 世にも奇妙な物語 夏の特別編 (2021年) 三途の川アウトレットパーク 演出 植田泰史（2021年、フジテレビ）
- ラジエーションハウス第2シリーズ 第10話 演出 水戸祐介,相沢秀幸（2021年、フジテレビ）
- ミステリと言う勿れ 演出 松山博昭（2022年、フジテレビ）
- 純愛ディソナンス 演出 菊川誠（2022年、フジテレビ）
- 超特急、地球を救え。 演出 山元環（2022年、テレビ東京）
- 親愛なる僕へ殺意をこめて 第4,5,6,9話 演出 松山博昭（2022年、フジテレビ）
- 往生際の意味を知れ! 第2話 監督 アベラヒデノブ（2023年、TBSテレビ）
- 王様に捧ぐ薬指 第1話 演出 坪井敏雄（2023年、TBSテレビ）
- 仮面ライダーギーツ 第45話 - 第48話 監督 柴﨑貴行（2023年7月23日・30日・8月13日・20日、テレビ朝日） - VIP紳士 役[37]
- 連続ドラマW 坂の上の赤い屋根[38] 第1話・第2話・最終話（2024年3月3日・10日・31日、WOWOW） - 青田彩也子の父 役
- ダブルチート 偽りの警官 Season1 第6話（2024年5月31日、テレビ東京・WOWOW） - 北川 役
- 水曜22時枠 全領域異常解決室（2024年10月9日 - 、フジテレビ）[39] - 刀田楓真 役 ※準レギュラー

### CM
- 三國志 覇道
- 空の勇者たち
- サンタの倉庫（2017年）
- RIZAPグループ「私を、最高に好きになる。」（2024年8月 - ）[40]

### MV
- オブリック株式会社 70周年 手嶌葵 コンサート内PV 監督外山文治（2014年）
- UVERworld - PRAYING RUN　セコンド役[41]
- Sonar Pocket - もう直接言うことはできないから、こうして歌にして届けようとしてる。　先輩ビジネスマン役[42]
- Klang Ruler（クラングルーラー）『ジェネリックラブ』

### オリジナルビデオ
- OLD BLOOD -三つ巴の抗争- 監督 佐藤太（2017年） - 田辺 役

### 舞台
- 1998年「ガーディアンエンジェル」劇団無尽舎
- 2000年「血飲み子の憂鬱・回春の里編」劇団無尽舎
- 2000年「血飲み子の憂鬱・おわりのないおわり編」劇団無尽舎
- 2001年「PCYCHO」 演出：キタミコマエ／演劇ユニット壱壱216
- 2001年「ノアプロジェクト」劇団無尽舎
- 2001年「ひょうたん沼の夏祭り」劇団くるりんぱ
- 2001年「おはら座の芸人」演劇集団やかん彗星
- 2002年「月下繚乱」劇団無尽舎
- 2002年「aBoy & aGirl」作・演出：キタミコマエ
- 2002年「パ・ド・ドゥ」作：飯島早苗／演劇ユニット壱壱216
- 2002年「月下繚乱」鳥取国民文化祭招待公演／劇団無尽舎
- 2003年「法王庁の避妊法」脚本：飯島早苗・鈴木裕美／演劇ユニット壱壱216
- 2003年「マクベス」劇団無尽舎
- 2003年「合縁奇縁」第16回名古屋文化振興賞入選作品／劇団無尽舎
- 2004年「リング」劇団無尽舎
- 2004年「演劇組合コスモアタック」演出：益田大輔
- 2005年「セカンドハウス」劇団無尽舎
- 2005年「羅城門」原作：澤田ふじ子／脚色：田之下由香／高山市合併記念演劇
- 2006年「シズク谷の奇跡」演出：中田裕一／高山青年会議所 人間力開発委員会
- 2006年「花さき山の大冒険」作：鎌倉悟／高山市立南小学校教養事業
- 2007年「テンイ」劇団無尽舎
- 2007年「明日への扉」作：鎌倉悟／高山青年会議所 地域交流委員会
- 2008年「戦国オセロー」 演出：益田大輔／演劇組合コスモアタック
- 2008年「極點極樂」作：鎌倉悟／演劇ユニット壱壱216
- 2008年「花さき山の大冒険２」作：鎌倉悟／高山市立南小学校教養事業
- 2009年「ミュージカル 眠りから覚めた森の美女」作・演出：森泉博行
- 2009年「戦国オセロー」演出：益田大輔／船津座招待公演
- 2010年「ミュージカル シンデレラワンダーランド」作・演出：森泉博行
- 2010年「古典落語一人芝居 -子は鎹-」脚本：鎌倉悟
- 2010年「明日への扉２」作：鎌倉悟／高山青年会議所 青少年育成委員会
- 2010年「夢を諦めない!!‐cafe Createur X’mas Live-」作：鎌倉悟／ピアノ：清水イチロウ／一人芝居：中田裕一
- 2011年「ミュージカル 星の王子さまを探して！」作・演出：森泉博行
- 2011年「前略、石の上から」作：鎌倉悟／演出：ケワフンスケ／高山市新就職者歓迎のつどい
- 2011年「ミュージカルGoodmorning Star Prince! ～星の王子様によろしく！～」作・演出：森泉博行
- 2011年「一人芝居 李藝 -最初の朝鮮通信使-」出演・演出：中田裕一／篠笛・岩笛 横澤和也／著者：金住則行出版記念（河出書房新社）／赤坂ニューオータニ
- 2011年「スクール☆スターウォーズ」演出：マーシャルアタック／高山別院庫裡ホール
- 2012年「コッペリアワンダーランド」出演・演出：中田裕一／作：鎌倉悟／ミルローズバレエスタジオ発表会
- 2012年「純情 泥っぷアウト 塗るんだショー」作•演出：ケワフンスケ／高山市新就職者歓迎のつどい
- 2012年「音楽とワインを楽しむ夏の夜の夢」（ドイツ・ライプツィヒ・ゲヴァントハウス管弦楽団首席 チェリストと共演）／日下部民芸館
- 2012年「明日への扉３」作：鎌倉悟／高山青年会議所 青少年育成委員会
- 2012年「李藝（イ・イエ）」脚色：鎌倉悟／演出：ケワフンスケ／高山市日韓交流
- 2012年「わたしのマチあなたのワンダーランド」演出 加藤直、監修 串田和美／演劇工場
- 2013年「そして旅に出た」演出：加藤直／監修：串田和美／演劇工場
- 2013年「私はフェイ‐趙非‐」脚本：五代高之／脚色・演出・出演：中田裕一／高山市日中交流
- 2013年「冒険カクテル」出演・演出：中田裕一／清見中学校公演
- 2013年「オペラ カルメン」台詞・演出：加藤直／まつもと市民オペラ
- 2014年「新 冒険カクテル」出演・演出：中田裕一
- 2014年「ウルトラミッション大作戦」演出：益田大輔／清見中学校公演
- 2014年「一人芝居 -李藝-」JEJU平和祭招待／韓国済州島[43]
- 2014年「いないいないバード またきてマンボ」演出：加藤直／監修：串田和美／演劇工場
- 2015年「ゴーストアクターズ」作：鎌倉悟／演出：益田大輔
- 2015年「一人芝居 -李藝-」韓国民団飛騨支部招待
- 2016年「風の噂」演出：益田大輔／清見中学校公演
- 2017年「一人芝居 -李藝-」原作：金住則行／脚本：鎌倉悟／清見中学校公演
- 2018年「二人芝居 ふぁいと！〜大原騒動〜」特別出演：藤澤志帆／原作：江馬 修／作：鎌倉悟／演出：小平哲兵／高山市民文化会館[44]
- 2018年「二人芝居 ふぁいと！〜大原騒動〜」清見中学校公演
- 2018年「一人芝居 -上宝三義民物語-」作：金住則行／篠笛・岩笛：横澤和也／北陵中学校公演
- 2018年「創作ミュージカル‘李藝―その不滅の道’」演出：パク ヨンハ／韓国蔚山[45]
- 2019年「一人芝居 -李藝-」原作：金住則行／脚本：鎌倉悟／飛騨高山高校通信制文化祭
- 2019年「一人芝居 -上宝三義民物語-」作：金住則行／北陵中学校公演
- 2020年「コオロギからの手紙」演出：上西雄大／劇団テンアンツ／「劇」小劇場
- 2020年「「風まかせ　人まかせ」～続・百年 風の仲間たち～」演出：金守珍／新宿梁山泊／下北沢ザ・スズナリ
- 2020年「「唐版 犬狼都市」作：唐十郎演出：金守珍／新宿梁山泊／下北沢線路街空き地特設テント
- 2021年「YEBI大王」主演：大王役／作：洪元基／演出：金守珍／新宿梁山泊
- 2021年「娼婦・奈津子」作：趙博／演出：金守珍／新宿梁山泊／下北沢ザ・スズナリ
- 2021年「霧野仙子」主演：ヤルセナカス役／作：やなせたかし／演出：水嶋カンナ／Project Nyx
- 2022年「板の上の二人と三人そして一人」作・演出：上西雄大／劇団テンアンツ
- 2022年「奇妙な果実 マルコムXと金嬉老」作：趙博／演出：金守珍／新宿梁山泊
- 2023年「初級革命講座飛龍伝」作：つかこうへい／演出：金守珍／Project Nyx

### 日本舞踊
- 2012年「日本舞踊長唄 正札付」第九回 谷口裕和 菁風会記念舞踊会
- 2014年「歌舞伎舞踊 連獅子」第十回 谷口裕和 菁風会記念舞踊会

### 司会・イベント
- 2016年「清水ミチコトーク&ライブ」岐阜県商工会議所女性会連合会 記念講演会